# فرانك بولارد
فرانك بولارد (بالإنجليزية: Frank Pollard)‏ هو لاعب كرة قدم أمريكية أمريكي، ولد في 15 يونيو 1957 في كليفتون في الولايات المتحدة.

## وصلات خارجية
- فرانك بولارد على موقع مرجع كرة القدم المحترفة.كوم (الإنجليزية)